# Brother's Keeper
Brother's Keeper je genealoški program za Windows.
Preveden je tudi v slovenščino.